# Уайт, Наталия
Наталья Уайт (англ. Natalliah Whyte; род. 9 августа 1997) — ямайская легкоатлетка, которая специализируется в спринтерских дисциплинах, чемпионка мира и юношеских Олимпийских игр.

## Биография
На чемпионате мира-2019 завоевала «золото» в эстафете 4×100 метров.